# Umetnostno drsanje na Zimskih olimpijskih igrah 1956
Umetnostno drsanje na Zimskih olimpijskih igrah 1956.

## Dobitniki medalj
| Tekma  | Zlato                        | Srebro                         | Bron                         |
| Moški  | Hayes Alan Jenkins           | Ronnie Robertson               | David Jenkins                |
| Ženske | Tenley Albright              | Carol Heiss                    | Ingrid Wendl                 |
| Pari   | Sissy Schwarz in Kurt Oppelt | Frances Dafoe in Norris Bowden | Marianna Nagy in László Nagy |